# Universiteit van Stavanger
De Universiteit van Stavanger (Noors: Universitetet i Stavanger, afkorting: UiS) is een universiteit in de Noorse stad Stavanger. De vroegere Hogeschool Stavanger kreeg op 1 januari 2005 de status van universiteit en werd op 17 januari 2005 door koning Harald V heropend.

## Faculteiten
De universiteit is opgedeeld in drie faculteiten:
- Faculteit voor kunst en onderwijs
- Faculteit voor maatschappelijke wetenschappen
- Technisch-natuurwetenschappelijke faculteit